# Виндзор, Эндрю, 1-й барон Виндзор
Эндрю Виндзор (англ. Andrew Windsor; приблизительно 1467 — 30 марта 1543) — английский аристократ, 1-й барон Виндзор с 1529 года, рыцарь Бани, член Тайного совета. Служил при дворе королей Генриха VII и  Генриха VIII, участвовал в войнах с Францией. До получения титула заседал в парламенте как рыцарь от ряда графств.

## Биография
Эндрю Виндзор принадлежал к старинному рыцарскому роду, основателем которого был Уильям Фиц-Отес, констебль Виндзорского замка и держатель манора Стануэлл в Суррее по данным Книги Страшного суда (1086). Потомок Уильяма сэр Томас Виндзор (родился в 1440) был женат на Элизабет Эндрюс, дочери Джона Эндрюса из Бэйлхема, Саффолк; Эндрю, родившийся приблизительно в 1467 году, стал старшим из выживших детей в этой семье. Томас принадлежал к окружению Ричарда III и занимал должность констебля Виндзорского замка. После Босвортской битвы он потерял все свои владения, король Генрих VII отменил эту конфискацию, но Томас умер спустя всего неделю. Его завещание, в котором как основной наследник фигурирует Эндрю, датировано 14 февраля 1486 года. Вдова сэра Томаса вышла замуж во второй раз — за сэра Роберта Литтона, который в 1492 году был назначен хранителем гардероба Генриха VII.
Эндрю получил семейные владения, расположенные в Беркшире, Бакингемшире, Мидлсексе, Хэмпшире и Суррее. Позже он женился на одной из наследниц влиятельного рода Блаунтов, а в течение жизни приобрёл ещё ряд поместий в разных графствах. Виндзор избирался в парламент как рыцарь от Хэмпшира (1502), Мидлсекса (1505), Бакингемшира (1507), был управляющим хэмпширских владений Эдуарда Стаффорда, 3-го герцога Бекингема, заседал в местных судебных комиссиях. После смерти отчима в 1506 году Эндрю получил должность хранителя королевского гардероба, гарантировавшую близость к монарху и возможность лёгкого обогащения. Приблизительно тогда же ему была дарована и рента в 300 фунтов. В 1509 году, в день коронации Генриха VIII, Виндзор был посвящён в рыцари Бани.
Предположительно сэр Эндрю заседал в парламентах 1512, 1515, 1523 годов. Он принял заметное участие во французском походе 1513 года в качестве рыцаря-баннерета, а в 1514 году сопровождал на континент сестру Генриха VIII Марию — невесту Людовика XII. В 1520 году Виндзор присутствовал на Поле золотой парчи, где Генрих встретился с Франциском I, и при встрече Генриха с императором Карлом V в Гравелине. В 1523 году он принял участие в очередной французской экспедиции как один из командиров армии под началом Чарльза Брэндона, 1-го герцога Саффолка; высадившись в Кале, англичане дошли до Мондидье в Пикардии, но были вынуждены отступить из-за холодов и нехватки провизии. В последующие годы Саффолк и Норфолк неоднократно выдвигали Виндзора в кавалеры ордена Подвязки, но король всякий раз отвергал эту кандидатуру, предпочитая оставить место вакантным. Сэр Эндрю был в числе советников первого министра, кардинала Томаса Уолси. В 1526 году он получил место в Тайном совете и занял должность шерифа Бедфордшира и Бакингемшира, в ноябре 1529 года стал депутатом парламента как рыцарь от Бакингемшира, а 1 декабря того же года получил титул барона Виндзора.
В качестве лорда сэр Эндрю вёл себя осторожно — как консерватор, поддерживающий все начинания короля. Он подписал петицию о расторжении брака Генриха VIII и Екатерины Арагонской (1530), впоследствии старался поддерживать хорошие отношения с Анной Болейн и Томасом Кромвелем, финансировал подавление католического восстания, известного как «Благодатное паломничество». 3 января 1540 года Виндзор был в числе лордов, приветствовавших новую супругу Генриха, Анну Клевскую. Реформацию он использовал, чтобы расширить свои владения за счёт монастырей. Его влияние и богатство постоянно росли, так что Виндзор не боялся бросить вызов даже первым людям в королевстве: он часто вёл судебные тяжбы, игнорируя просьбы Кромвеля.
В 1542 году Генрих VIII потребовал от барона обмена поместьями, включая его главную резиденцию Стануэлл (Суррей). Барону пришлось с этим смириться. Он отказался от родовых земель Виндзоров, получив взамен 2197 фунтов и ряд бывших монастырских владений, разбросанных по Бакингемширу, Суррею, Вустерширу, Глостерширу, Сассексу, Уилтширу. В марте 1543 года он умер, тело похоронили в соответствии с завещанием в часовне в Ханслоу, рядом с умершей ещё раньше баронессой.

## Семья
Эндрю Виндзор был женат на Элизабет Блаунт, дочери Уильяма Блаунта и Маргарет Эхингем, внучке 1-го барона Маунтжоя. В этом браке родились:
- Джордж (умер в 1520)[4];
- Уильям (умер в 1558), 2-й барон Виндзор[1];
- Эдмунд[5];
- Томас[6];
- Элизабет, жена сэра Питера Вавасура[7];
- Энн (умерла в 1551), жена Роджера Корбета[8];
- Эдит, жена Джорджа Ладлоу[9];
- Элеанора (умерла в 1531), жена Ральфа Скрупа, 10-го барона Скрупа из Месема, и Джорджа Невилла, 4-го барона Абергавенни[10][11].